# ホセ・エルメル・ポルテリア
OJポルテリア（OJ Porteria）ことホセ・エルメル・ポルテリア（Jose Elmer Porteria、1994年5月9日 - ）は、フィリピンとアメリカ合衆国のサッカー選手。フィリピン代表。ポジションはMFあるいはFW。
その卓越したドリブルとスピードから「フィリピンのメッシ」とも呼ばれている。

## クラブ歴
4歳の頃に兄からサッカーを教わってサッカーを始め、ザ・ファイアボールスに加入。6歳の時にチーム・アメリカに入り11歳まで在籍、その後はD.C. ユナイテッドのU-13チームに移籍した。その後2012年まで同クラブのユースに在籍、同年にフィリピンのカヤFCに加入し選手となった。
2016年7月にカヤとの契約が切れて自由契約となった。2017年1月にセレス・ネグロスFCに加入した。

## 代表歴

### アンダー代表
2011年東南アジア競技大会サッカー競技の際にフィリピンU-23代表に招集され、サイドの位置でレギュラーとして出場、東ティモールU-23代表戦では得点をあげたが、2-1で敗れた。翌2012年6月にはAFC U-22選手権2013予選に挑むU-22代表にも招集された。

### フル代表
2011年4月にフィリピン代表はカリフォルニア州デイリーシティでトライアウトを実施、彼はこれに参加した。ここでの活躍が認められて翌月には2014 FIFAワールドカップ・アジア1次予選に向けたマニラでのトレーニングに招待された。しかしながら最終的に対戦メンバーには選ばれなかった。7月にはバーレーンU-23代表との親善試合を含めてバーレーンで行われるトレーニングキャンプに帯同。この親善試合で非公式ながらも代表初出場となったが、2-1で敗北した。
その後は代表でも注目される事はなかったが、2012年8月11日に行われたシカゴ・インフェルノとの親善試合で試合自体は3-1で敗れたものの彼は再び脚光を浴びる事となると。同年9月5日に行われたカンボジア代表戦の後半にポール・ムルダースに代えて投入されて公式に代表初出場を果たした。しかし、この試合でカンボジア代表は7人の選手交代を行ったためにこの試合はFIFAの認める国際Aマッチとならず、国際Aマッチ初出場と記録されたのは同月25日に行われたグアム代表との親善試合となった。その後9月29日に行われたフィリピンピースカップ2012・チャイニーズタイペイ代表戦で代表初得点を記録した。

## 個人
フォールズ・チャーチ高校を2012年に卒業した彼であるが、高校時代は学校のサッカー代表チームのみならず、アメリカンフットボール代表チームのキッカーも務めていた。

## 個人成績
代表での得点一覧
| #  | 日附          | 場所                                     | 対戦相手             | 得点 | 結果 | 大会                       |
| -- | ------------- | ---------------------------------------- | -------------------- | ---- | ---- | -------------------------- |
| 1. | 2012年9月29日 | マニラ・リサール・メモリアル・スタジアム | チャイニーズタイペイ | 3–0  | 3-1  | フィリピンピースカップ2012 |
| 2. | 2013年2月6日  | ヤンゴン・トゥウンナ・スタジアム         | ミャンマー           | 0-1  | 0-1  | 親善試合                   |

## タイトル
セレス・ネグロス
- フィリピン・フットボールリーグ: 2017, 2018, 2019, 2020
- コパ・パウリーノ・アルカンタラ: 2019

フィリピン代表
- フィリピンピースカップ: 2012, 2013